# جيسيكا دايموند
جيسيكا دايموند (بالإنجليزية: Jessica Diamond)‏ هي فنانة أمريكية، ولدت في 6 يونيو 1957 في نيويورك في الولايات المتحدة.